# Ряд Шлемільха
Ряд Шлемільха — це розклад в ряд, подібний до розкладу в ряд Фур'є, двічі неперервно диференційованої функції на інтервалі {\displaystyle (0,\pi )} по функціях Бесселя першого роду нульового індексу, який названо на честь німецького математика Оскара Шлемільха, який вивів його у 1857 році. А саме, дійсна функція {\displaystyle f(x)} допускає розвинення в ряд вигляду
{\displaystyle f(x)=a_{0}+\sum _{n=1}^{\infty }a_{n}J_{0}(nx),}
у якому
{\displaystyle {\begin{aligned}a_{0}&=f(0)+{\frac {1}{\pi }}\int _{0}^{\pi }\int _{0}^{\pi /2}uf'(u\sin \theta )\ d\theta \ du,\\a_{n}&={\frac {2}{\pi }}\int _{0}^{\pi }\int _{0}^{\pi /2}u\cos nu\ f'(u\sin \theta )\ d\theta \ du.\end{aligned}}}

## Приклади
Нульова функція на інтервалі {\displaystyle (0,\pi )} може бути представлена рядом Шлемільха,
{\displaystyle 0={\frac {1}{2}}+\sum _{n=1}^{\infty }(-1)^{n}J_{0}(nx)}.
Такий результат неможливо отримати за допомогою ряду Фур'є. Це цікаво з тої точки зору, що нульова функція представлена розвиненням у ряд, у якому не всі коефіцієнти дорівнюють нулю (у випадку довільного ряду Фур'є — всі коефіцієнти розкладу будуть нулями). Ряд збігається тільки тоді, коли {\displaystyle 0<x<\pi }.
Це розвинення було узагальнене Нільсом Нільсеном
{\displaystyle 0={\frac {1}{2\Gamma (\nu +1)}}+\sum _{n=1}^{\infty }(-1)^{n}J_{0}(nx)/(nx/2)^{\nu },}
де {\displaystyle -1/2<\nu \leq 1/2} і {\displaystyle 0<x<\pi } або {\displaystyle \nu >1/2} і {\displaystyle 0<x\leq \pi }.
Ще деякі приклади рядів Шлемільха:
- {\displaystyle x={\frac {\pi ^{2}}{4}}-2\sum _{n=1,3,...}^{\infty }{\frac {J_{0}(nx)}{n^{2}}},\quad 0<x<\pi .}
- {\displaystyle x^{2}={\frac {2\pi ^{2}}{3}}+8\sum _{n=1}^{\infty }{\frac {(-1)^{n}}{n^{2}}}J_{0}(nx),\quad -\pi <x<\pi .}
- {\displaystyle {\frac {1}{x}}+\sum _{m=1}^{k}{\frac {2}{\sqrt {x^{2}-4m^{2}\pi ^{2}}}}={\frac {1}{2}}+\sum _{n=1}^{\infty }J_{0}(nx),\quad 2k\pi <x<2(k+1)\pi .}
- Якщо {\displaystyle (r,z)} — циліндричні полярні координати, то ряд {\displaystyle 1+\sum _{n=1}^{\infty }e^{-nz}J_{0}(nr)} задовольняє рівняння Лапласа при {\displaystyle z>0} .